# Dos de Rollin
Pour les articles homonymes, voir Rollin.
Le Dos de Rollin, ou Bosse de Rollin (Gobba di Rollin en italien), est un sommet des Alpes valaisannes situé à la frontière entre la Suisse (canton du Valais) et l'Italie (Vallée d'Aoste), qui culmine à 3 899 m d'altitude.
Le Dos de Rollin est situé au sud du Petit Cervin et au sud-ouest du Breithorn. Son versant sud est recouvert par le glacier d'Aventine. Le Dos de Rollin fait partie du domaine skiable du Matterhorn ski paradise.